# Guerra de las Malvinas
La guerra de Malvinas o conflicto del Atlántico sur (en inglés: Falklands War) fue una guerra no declarada entre Argentina y el Reino Unido de Gran Bretaña con el respaldo de la OTAN, de diez semanas de duración en 1982, por la cual se disputó la soberanía de las Islas Malvinas, Georgias del Sur y Sandwich del Sur, en el Atlántico Sur.
El conflicto comenzó el 2 de abril, cuando tropas de Infantería de Marina y Comandos Anfibios de la Armada Argentina desembarcaron en las Islas Malvinas (conocido como Operación Rosario), y al día siguiente ocurrió la recuperación de las  Islas Georgias del Sur (conocida como Operación Georgias). El 5 de abril, el gobierno británico envió una enorme fuerza expedicionaria naval para enfrentarse a la Armada, la Fuerza Aérea y el Ejército Argentino.
El conflicto duró 74 días y terminó con la rendición argentina el 14 de junio, volviendo las islas al control británico. En total, 649 militares argentinos, 255 militares británicos y tres isleños civiles de las Malvinas murieron durante las hostilidades. El conflicto fue un episodio importante en la prolongada disputa por la soberanía de los territorios. Argentina sostiene que las islas son territorio argentino, y el gobierno argentino definió su acción militar como la recuperación de su soberanía nacional. 
Los isleños de las Malvinas, que habitan las islas desde principios del siglo XIX, son predominantemente descendientes de colonos británicos. Poco después de la rendición argentina, más de treinta ciudadanos argentinos que habitaban las islas y que habían sido tomados rehenes en la capital malvinense por las autoridades británicas fueron liberados por los hombres del teniente de fragata Juan Carlos Martinelli. Dichos ciudadanos formaban parte de la comunidad malvinense que habían sido utilizados como medida de presión por orden del gobernador británico Martinelli.
Ninguno de los Estados declaró oficialmente la guerra, aunque ambos gobiernos declararon a las islas zona de guerra. El conflicto ha tenido un fuerte efecto en ambos países y ha sido tema de varios libros, artículos, películas y canciones. 
La victoria británica precipitó la caída de la dictadura cívico-militar argentina y el inicio de recuperación del Estado de derecho democrático, al tiempo que contribuyó a la reelección del gobierno conservador de Margaret Thatcher en 1983. 
El efecto cultural y político del conflicto ha sido menor en el Reino Unido que en Argentina, donde sigue siendo un tema común de discusión.
Las relaciones diplomáticas entre el Reino Unido y Argentina se rompieron y no se restablecieron hasta una reunión en Madrid en 1989, en la que ambos gobiernos emitieron un comunicado conjunto.
No se hizo explícito ningún cambio en la posición de ninguno de los dos países con respecto a la soberanía de las Islas Malvinas. En 1994, Argentina adoptó una nueva Constitución, que declaró al archipiélago como parte de una de sus provincias por ley (integradas a la provincia de Tierra del Fuego). Sin embargo, continúan siendo un Territorio Británico de Ultramar. 
La Organización de las Naciones Unidas continúa llamando al diálogo a ambas partes, por considerar los tres archipiélagos con sus aguas circundantes como territorios disputados. Cada 2 de abril se conmemora en la República Argentina el Día del Veterano y de los Caídos en la Guerra de Malvinas. La fecha se debe al desembarco de las tropas Argentinas ese mismo día en 1982. También fue la primera vez que, tras casi 150 años, se izaba la bandera argentina en la casa de gobierno británica.

## Antecedentes
La Organización de las Naciones Unidas consideraba a los archipiélagos como territorios en litigio entre Argentina y Reino Unido, mientras este último los administraba y explotaba. Su descubrimiento es motivo de controversias; fueron ocupados en forma sucesiva por España, Francia, Argentina y Reino Unido. Argentina considera que estos territorios se encuentran ocupados por una potencia invasora, y los considera parte de su provincia de Tierra del Fuego, Antártida e Islas del Atlántico Sur.
En las islas existieron en otro tiempo importantes puestos balleneros, pero la gradual desaparición de numerosas especies de ballenas en los mares australes y los profundos cambios en el negocio aceitero hicieron que la relevancia económica de la actividad se redujera dramáticamente. No obstante, numerosas investigaciones confirmaron yacimientos de crudo en la plataforma continental en la que se encuentran las Malvinas. Además la plataforma hace que una de las actividades sea la pesca.
Políticamente, el interés de Argentina por el archipiélago obedece a su visión sobre él como «territorio irredento». Por otra parte, cabe decir que:
1. La posesión de territorios adyacentes a la Antártida puede otorgar derechos sobre este continente en futuras negociaciones relacionadas con él[37]
2. El control de este archipiélago entrega a su ocupante una posición estratégica sobre el cruce austral y su tráfico marítimo

Durante varias décadas ambos países llevaron a cabo negociaciones sin encontrar una solución definitiva.

### Preguerra del Reino Unido

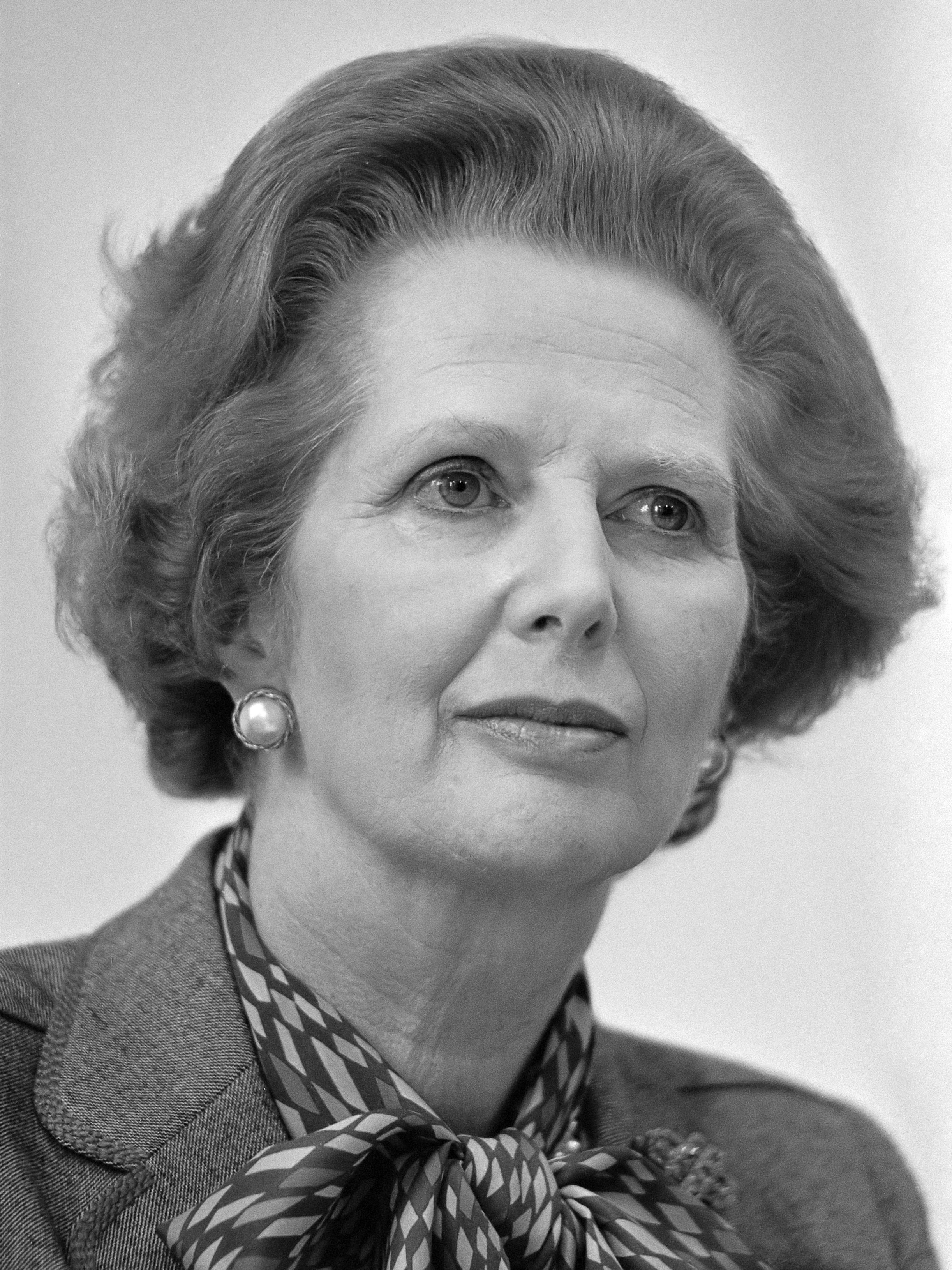
Primera ministra británica, Margaret Thatcher.

En 1982 el Reino Unido se encontraba en una difícil situación económica, el Partido Conservador que estaba en el poder sufría un notorio desgaste, la popularidad de su primera ministra, Margaret Thatcher, estaba en descenso y en ese tiempo había huelgas en las minas de carbón.
Al creciente descontento laboral en ese país, los jefes de la Marina Real británica se veían preocupados por inminentes planes de reducción de la flota, en el contexto de la Guerra Fría. También habían anunciado una reducción en el gasto militar.

### Preguerra de la Argentina

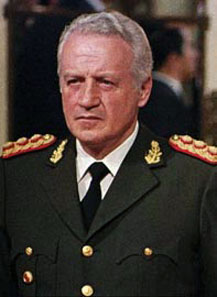
Presidente de facto argentino, Leopoldo Fortunato Galtieri.

En 1981, la dictadura cívico-militar autodenominada Proceso de Reorganización Nacional padecía una decadencia política. Existía una oposición grande al régimen motivado por las violaciones a los derechos humanos desde mediados de la década de 1970. Además, el país sufría una crisis económica grave. Aparte que la recuperación argentina iba a opacar el 150° aniversario desde la ocupación británica de las Islas Malvinas, lo que hubiera incrementado un nacionalismo británico en las Malvinas y dichas islas se hubieran convertido formalmente en un territorio británico si no fuera por la Operación Rosario. 

#### Preparativos argentinos
El 11 de diciembre de 1981, la Junta Militar, integrada por el Teniente General Leopoldo Fortunato Galtieri, el Almirante Jorge Isaac Anaya y el Brigadier General Omar Domingo Graffigna, depuso al presidente militar Roberto Eduardo Viola, encumbrando en la primera magistratura al propio Galtieri, quien juró el día 22. El Almirante Anaya convenció a Galtieri de despeñar a Viola si a cambio este disponía la recuperación de las Islas Malvinas.
El 5 de enero de 1982, la Junta Militar tomó la decisión de realizar una acción militar si las negociaciones diplomáticas no progresaban, encargando un estudio de Estado Mayor reducido, integrado por un representante de cada fuerza armada. Los representantes fueron el General de División Osvaldo Jorge García, el Vicealmirante Juan José Lombardo y el Brigadier Mayor Sigfrido Martín Plessl.
El objetivo político fijado por los militares argentinos fue el de consolidar la soberanía argentina en las islas Malvinas, Georgias y Sandwich del Sur y contribuir a afirmar su pleno ejercicio en el océano Atlántico Sur. El resultado del estudio de los uniformados explicaba que la operación, desde el punto de vista militar era «apta, factible y aceptable» y que la fuerza conjunta estaría en condiciones de ejecutar la operación a partir del 15 de mayo de 1982. Asimismo, aclaró que la operación tenía dos condiciones: debía mantenerse bajo el estado de defensa de las islas y debía ser una operación incruenta para minimizar la reacción británica y alentar a la mejor posición negociadora. Habiendo tomado el archipiélago, Argentina procedería a retirar las fuerzas de la operación y mantendría una reducida guarnición.

### Relación con el conflicto del Beagle
En 1977, Argentina había rechazado un intento de mediación internacional para resolver el conflicto del Beagle con Chile, por ser muy favorable a este último, y había aumentado la presión militar sobre este país, diseñando una operación para ocupar el territorio en disputa. Ambos países acordaron en 1979 someterse a mediación papal, por gestiones y presiones del gobierno estadounidense de Jimmy Carter, según la declaración de ex personeros de esa administración y documentos desclasificados. Luego el pontífice católico Juan Pablo II había presentado su propuesta de solución en diciembre de 1980, la que había sido aceptada por la dictadura militar chilena. Su símil argentina había dejado pasar el plazo dado por el papa sin dar una respuesta.

#### La posibilidad de invadir Chile post-Malvinas
El brigadier general Basilio Lami Dozo, entonces comandante jefe de la Fuerza Aérea Argentina y miembro de la junta militar argentina, confirmó los planes de guerra de agresión a Chile tras la guerra de las Malvinas en una entrevista posterior con el diario Perfil.

—¿Después iban a atacar a Chile?

—Exacto.
Entrevista a Basilio Lami Dozo

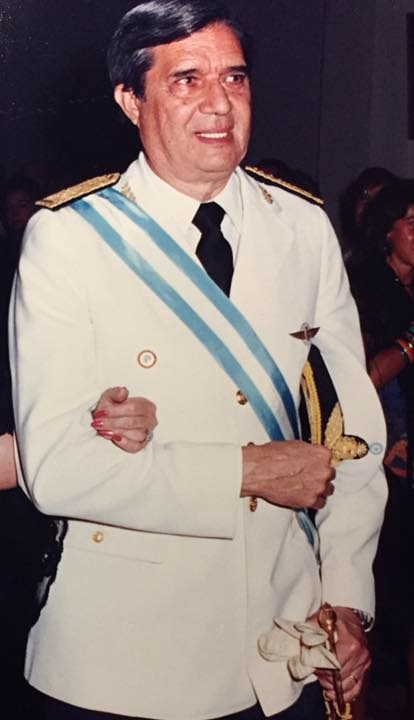
Lami Dozo, comandante de la FAA y miembro de la junta militar argentina, quien posteriormente, en 2017, declaró que después de Malvinas el plan de esa dictadura era un ataque militar contra Chile.

Lami Dozo recordó también que Galtieri, tras la Operación Rosario, señaló en un discurso planes de una guerra con Chile después de Malvinas:

"Que saquen (en Chile) el ejemplo de lo que estamos haciendo ahora porque después les toca a ellos".
Leopoldo Fortunato Galtieri, citado por Lami Dozo.

Oscar Camilión, último ministro de Relaciones Exteriores y Culto argentino antes de la guerra, había mencionado los planes en sus Memorias políticas:

«Los planes militares eran, en la hipótesis de resolver el caso Malvinas, invadir las islas en disputa en el Beagle. Esa era la decisión de la Armada…
Oscar Camilión

También el posterior secretario argentino de Inteligencia del Estado durante el primer gobierno de Carlos Menem, Juan Bautista "Tata" Yofre, afirmó en 2021 que en 1982 existía un plan de invasión contra Chile después de un eventual triunfo argentino en Malvinas :

Después de Malvinas venía Chile (...) Argentina casi va a la guerra por el Canal de Beagle, que la termina parando el Papa. Pero Argentina se quedó con sangre en el ojo porque la dictadura ya tenía pensado un conflicto con Chile.
Juan Bautista Yofre

Los planes de la dictadura de Galtieri para una guerra post Malvinas con Chile, señalados por Lami Dozo, Camilión y Yofre, apuntaban al diferendo territorial por archipiélagos al sur del canal Beagle (Isla Picton, Isla Nueva e Isla Lennox), en el extremo austral de Sudamérica, en disputa con Chile, y a la posibilidad de solucionar por las armas el conflicto del Beagle, pendiente desde la casi guerra de diciembre 1978, detenida tres años y tres meses antes del desembarco de abril de 1982. En 1978 estuvo cerca de desatarse una invasión a gran escala en el llamado Operativo Soberanía. Este conflicto estaba desde entonces bajo una mediación del papa católico Juan Pablo II, por la cual ambos gobiernos se comprometieron a no hacer uso de la fuerza y a abstenerse de tomar medidas que turbasen la armonía entre las dos naciones.
El escalamiento del conflicto con Chile se reactivó desde la asunción del Galtieri en marzo de 1981. Al poco tiempo, según consigna el posterior Informe Rattenbach (párrafo 59), el nuevo gobernante autócrata decidió cerrar la frontera argentina con Chile, a raíz de un "incidente con oficiales del Ejército Argentino en Chile", lo que el informe califica como una "grave decisión inconsulta" que "conmovió" a la nueva administración y "obligó a una intensa y delicada gestión de la cancillería" argentina, al punto que el "tema Malvinas quedó postergado de la atención del canciller" Camilión durante un primer lapso de la dictadura de Galtieri. Luego, tres meses antes del desembarco argentino en Malvinas, el 19 de enero de 1982 el régimen de Galtieri "denunció" unilateralmente (anuló) un Tratado de Solución Pacífica de Controversias firmado entre Argentina y Chile diez años antes, en 1972, lo que "observadores describieron como un nuevo frente de fricción entre los dos países". La denuncia del tratado por la dictadura de Galtieri motivó una nota de protesta de la dictadura de Augusto Pinochet.
Para sectores de la sociedad argentina se planteó tras el desembarco una asociación entre el conflicto en Malvinas y un subsecuente escalamiento del conflicto con Chile, según se registró durante los discursos de Galtieri del 2 de abril de 1982 ante la multitud reunida en la Plaza de Mayo. De manera heterogénea, parte de la multitud se manifestó coreando "el pueblo unido jamás será vencido", una consigna que había sido popularizada en años anteriores por grupos musicales de la izquierda chilena, pero también los cánticos contenían alusiones a una futura confrontación con Chile: 

"Tero, tero, tero, tero, tero, tero, tero, tero/ hoy le toca a los ingleses y mañana a los chilenos" (...) "Palo, palo, palo bonito palo e´,/ eee, ¡que se cuide Pinochet"
Cánticos en la Plaza de Mayo, 2 de abril de 1982

Después, cuando ya se desarrollaban posteriores combates con fuerzas británicas, la posibilidad de una invasión de las islas en disputa con Chile también era discutida en los medios de comunicación de masas de Argentina. Por ejemplo, Manfred Schönfeld en La Prensa del 2 de junio de 1982, cuando la visión del «vamos ganando» todavía se mantenía en Buenos Aires, opinaba sobre el curso de acción tras la «exitosa» guerra de las Malvinas:

Para nosotros no lo estará [terminada la guerra], porque, inmediatamente después de barrido el enemigo de las Malvinas, debe serlo de las Georgias, Sandwich del Sur y de todos los demás archipiélagos australes argentinos…
Manfred Schönfeld

#### Chile en la planificación de Operación Rosario
En esos primeros meses de 1982, según el Informe Rattembach (párrafo 580), planificadores políticos y militares argentinos ideaban la Operación Rosario y las acciones posteriores considerando siempre la hipótesis de que el conflicto involucraría a Chile; previendo hasta una guerra abierta y simultánea a dos frentes, con la incursión de una Fuerza de Tareas Naval británica en el Atlántico Sur y combates simultáneos con fuerzas chilenas en el extremo austral de Sudamérica.
Como los documentos de evaluación estratégica argentina previos al desembarco consideraban consistentemente como predecible una participación chilena, el Informe Rattembach, al evaluar el desempeño de los planificadores argentinos, concluyó: 

"El Estado Mayor Conjunto, que debió planificar la reacción británica con eventual participación chilena, debió llegar a la conclusión de que la operación NO ERA FACTIBLE (mayúsculas en el original)".
Informe Rattembach; Informe Final, sección 144.b.1, foja 33, Diciembre de 1982.

#### Chile apoyando a Reino Unido
El 11 de abril, a nueve días del desembarco, el periódico español El País reportó que la dictadura chilena, más allá de su «tibio» discurso público anticolonial y de apoyo al reclamo argentino de Malvinas, temía «que Argentina pueda repetir una acción de fuerza en el canal de Beagle». La situación llevó a que 21 días después de la Operación Rosario, el 23 de abril, el mediador, el papa católico Juan Pablo II, exhortara a Argentina y Chile a mantener la paz.

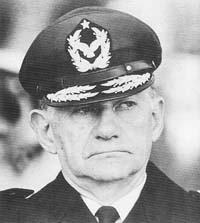
El general Matthei, comandante de la FACH y miembro de la junta militar chilena, según su propia versión realizó el cabildeo al interior de esa dictadura a favor de una colaboración secreta en inteligencia con el gobierno británico y coordinó localmente esas labores. Investigaciones y documentos desclasificados brasileños lo vinculan también entre 1979 y 1980, en el marco de las tensiones fronterizas, con el tráfico de armas bacteriológicas (cepas de Clostridium botulinum)

En este contexto existía, por la parte chilena, cierto nivel de colaboración en inteligencia entre Chile y Reino Unido ya desde 1980. En 1982 los altos mandos de la dictadura chilena, tras el desembarco argentino en Malvinas, asumieron la inminencia o alta probabilidad de una invasión argentina contra su territorio. Esta inminencia, según declaró después el entonces comandante de la Fuerza Aérea de Chile y miembro de la junta militar chilena, Fernando Matthei, no era para ellos «una suposición». En la versión de Matthei, Galtieri «les comunicó a los argentinos, en la plaza de Mayo, que iba a recuperar todo lo que era argentino y que estaba en el sur... y todo el pueblo argentino rugía de aprobación». A partir de esta evaluación o creencia, Pinochet y Matthei decidieron una colaboración estratégica secreta con el gobierno de Thatcher. Ésta ayuda, coordinada por Matthei, según él mismo declaró después, llevaría a un mayor flujo de inteligencia entre las partes, vuelos ingleses de inteligencia de señales en espacio aéreo chileno, monitoreo de radar en tiempo real y la entrega de más materiales bélicos ingleses al régimen de Pinochet en tiempos de embargo de armas por violaciones a los derechos humanos por parte de la dictadura chilena. De hecho, parte de la retribución entregada por los británicos a la dictadura chilena fue entorpecer las investigaciones internacionales sobre estas violaciones de derechos:

(El régimen de Pinochet) también se ganó el apoyo de la Gran Bretaña para socavar las investigaciones de las Naciones Unidas (ONU) sobre abusos contra los derechos humanos en Chile, al oponerse el Reino Unido a la reelección de los investigadores especiales de la ONU.
 Mario Sznajder

## Inicio

### Crisis de los chatarreros
El 19 de marzo de 1982, 41 trabajadores de la Compañía Georgias del Sur S. A., del empresario argentino Costantino Davidoff, arribaron a Puerto Leith en el barco ARA Bahía Buen Suceso (B-6). Según algunas fuentes, en este grupo se encontraban infiltrados infantes de marina argentinos. El izamiento de la bandera argentina en la isla San Pedro generó, en respuesta, el envío del HMS Endurance desde Stanley. Una noticia de la televisión británica, luego descartada, según la cual dos submarinos nucleares británicos habían zarpado de Gibraltar hacia el Atlántico Sur, habría alertado a los mandos argentinos. En este sentido, evitando comprometerse en un desembarco amenazado por dos submarinos nucleares enemigos y en una actitud de «ahora o nunca», la Junta Militar dispuso la ejecución del desembarco estableciendo el día D entre el 1 y 3 de abril de 1982.

### Operación Rosario
La Operación Rosario (también conocida como la recuperación argentina a las Islas Malvinas) fue la recuperación de las Islas Malvinas por parte de la República Argentina el 2 de abril de 1982 por medio de una operación anfibia incruenta, por decisión de la Junta Militar que gobernaba en el país desde 1976, y que estaba compuesta (en ese tiempo) por el teniente general Leopoldo Fortunato Galtieri, el almirante Jorge Isaac Anaya y el brigadier Basilio Lami Dozo, (quienes designaron a Carlos Büsser como principal responsable del operativo militar). El archipiélago estaba bajo control del Reino Unido desde su ocupación en 1833 hasta esta operación. 
Los militares argentinos desalojaron a las autoridades británicas y establecieron una Gobernación militar de las Islas Malvinas, por efecto del decreto nacional 681/82 S.
Las autoridades argentinas planificaron la operación a partir de diciembre de 1981. En marzo de 1982, zarpó una flota expedicionaria del continente. El desembarco inició el 2 de abril y fue ejecutado sin mayores inconvenientes excepto por un muerto en la toma de la Casa de Gobierno. El comandante argentino logró su objetivo sin causar bajas en el enemigo ni los civiles, algo que la dictadura requería para las negociaciones diplomáticas. Al final, las fuerzas argentinas rindieron a la reducida guarnición británica, la cual fue deportada junto al gobernador Rex Hunt.
El sábado 3 de abril el Consejo de Seguridad de las Naciones Unidas aprobó la Resolución 502 que:
1. Exige la cesación inmediata de las hostilidades.
2. Exige la retirada inmediata de todas las fuerzas argentinas de las Islas Malvinas.
3. Exhorta a los Gobiernos de la Argentina y el Reino Unido de Gran Bretaña e Irlanda del Norte a que procuren hallar una solución diplomática a sus diferencias y a que respeten plenamente los propósitos y principios de la Carta de las Naciones Unidas.

15 sobre 30 países votaron a favor de la resolución, uno por encima del mínimo necesario. La dictadura cívico-militar argentina no esperaba este resultado. Con la excepción de Panamá, los miembros del Movimiento de Países No Alineados votaron en contra de la Argentina mientras que la Unión Soviética, España, Polonia y China se abstuvieron.
La delegación argentina pidió al delegado soviético que vetara a la resolución. El ruso solo respondió que tal veto solo podía ser dispuesto por «las más altas autoridades». El 11 de abril, el embajador soviético en Argentina se reunió con el ministro Costa Méndez. Según el relato de la Junta Militar, el diplomático ruso acudió al gobierno argentino para informar que su Gobierno opinaba que la crisis había sido provocada por la vocación colonialista del Reino Unido, y responsabilizaba a este país del conflicto armado. La Unión Soviética prometió ayuda a la Argentina sin esperar nada en retribución, recordando la actitud del país sudamericano ante el embargo cerealero estadounidense de 1980.
El Proceso de Reorganización Nacional apeló a la búsqueda de aliados en América Latina en una situación desfavorable. Entre 1976 y 1981, había mantenido pleitos con Brasil y Paraguay; casi llegó a la guerra con Chile en 1978; había interrumpido el proceso democrático de Bolivia; estaba perjudicando a Nicaragua apoyando a los contras desde Honduras; carecía casi de relaciones con Cuba; mantenía el problema de los asilados con México; y veía a Uruguay con desconfianza tras la recuperación de las Malvinas. Los únicos aliados de Argentina eran Perú, Venezuela, Panamá y Bolivia. El 1 de junio de 1982 Argentina compró a Perú diez cazas Mirage VP , los mismos pudieron llegar a suelo argentino gracias a que Bolivia autorizara que estos surcaran territorio boliviano permitiendo que evadieran la detección de los radares chilenos

## Negociaciones diplomáticas
El 8 de abril el Gobierno federal de los Estados Unidos envió al secretario de Estado Alexander Haig para acercar a ambos bandos. Haig se reunió con Galtieri el 10 de abril en la Casa Rosada con la compañía de Vernon Walters. El secretario estadounidense advirtió a Galtieri que si insistía con mantener un gobernador argentino en las islas, habría guerra, y que en ese caso los británicos ganarían por sus fuerzas superiores. Después de la reunión, Galtieri salió al balcón frente una multitud y atizó el conflicto con una oración que patentó su rol en el conflicto: «¡Si quieren venir que vengan, les presentaremos batalla!». Los jefes militares argentinos ignoraban claramente la superioridad de las FF. AA. británicas a las argentinas en cuanto a tecnología y profesionalismo.
Argentina se veía condicionada por la Resolución 502; si retiraba sus fuerzas de los archipiélagos, el Reino Unido debería detener el avance de la Fuerza de Tareas 317 y Margaret Thatcher no estaba dispuesta a negociar con argentinos en las islas.
El 14 de abril el periodista estadounidense Carl Bernstein, a través de ABC News, reveló a la audiencia que Estados Unidos estaba brindando información satelital de inteligencia a la flota británica. El secretario de Estado de Asuntos Latinoamericanos, Thomas Enders, negó tal afirmación ante el embajador argentino Esteban Takacs. Los funcionarios argentinos solo renegaron el ostensible apoyo estadounidense a la expedición británica.
El 15 de abril Reagan y Galtieri conversaron telefónicamente por segunda vez. El dictador argentino manifestó a Reagan su preocupación por el avance de la flota británica hacia el Atlántico Sur e insinuó la posible intervención de un país del Bloque del Este. Ambos líderes coincidieron en que una guerra en el hemisferio occidental entre dos países amigos de EE. UU. perjudicaría a ambos países en pugna y solo beneficiaría a la Unión Soviética. El presidente estadounidense le prometió neutralidad en tanto que las negociaciones continuaran.
El 28 de abril el órgano consultivo del Tratado Interamericano de Asistencia Recíproca (TIAR) aprobó por 17 votos y 4 abstenciones —Estados Unidos, Colombia, Chile y Trinidad y Tobago— una resolución de nueve puntos que urgía a Reino Unido a cesar las hostilidades y a Argentina a procurar no empeorar la situación.
El 30 de abril Estados Unidos clarificó su posición. Haig anunció que las negociaciones no habían logrado una solución, al tiempo que el Gobierno argentino había rechazado la última propuesta estadounidense. También informó la suspensión de asistencia militar a Argentina y medidas económicas punitivas. También informó que su país satisfaría los requerimientos de armamento de Reino Unido. En este punto, el secretario de Estado aseguró que Estados Unidos no participaría en forma directa del conflicto. Ronald Reagan por su parte tachó a Argentina como «país agresor». El ministro Costa Méndez solo alcanzó a declarar que Argentina no había rechazado la propuesta estadounidense sino que solo la había objetado.

### Propuestas de paz
- 2 de mayo. El presidente constitucional del Perú Fernando Belaúnde Terry realizó una propuesta de paz para solucionar el conflicto:[100]

1. Cese inmediato de las hostilidades.
2. Retirada mutua de fuerzas.
3. Presencia de representantes ajenos a las dos partes involucradas en el conflicto para administrar temporalmente las islas.
4. Reconocimiento de ambos gobiernos de la necesidad de reconocer las aspiraciones y los intereses de los isleños para la solución definitiva del conflicto.
5. Acuerdo común para la designación de los países interventores en las negociaciones.
6. Obtención de un acuerdo definitivo antes del 30 de abril de 1983, bajo la responsabilidad de los países antes mencionados.

El hundimiento del General Belgrano del 2 de mayo de 1982 había acabado con todas las esperanzas de una solución pacífica.
- 6 de mayo. el secretario general de las Naciones Unidas Javier Pérez de Cuéllar propuso, como paso previo para entablar negociaciones, el retiro de las fuerzas de ambos países de las islas.[102] Al día siguiente el Reino Unido amplió el bloqueo naval a 12 millas del litoral marítimo argentino y decidió trasladar fuerzas de infantería que estaban en la isla Ascensión al frente de guerra. Reino Unido preparaba un desembarco.[103]
- 26 de mayo. el Consejo de Seguridad emitió la Resolución 505. Se autorizó a Pérez de Cuéllar para mediar entre las partes en conflicto. Convocó a los países a cooperar con el mediador y a este a establecer contacto para negociar las condiciones para imponer un alto el fuego. El Reino Unido rehusó detener la guerra y retirar las fuerzas. El Consejo de Seguridad aplazó sus reuniones para dejar vía libre a Pérez de Cuéllar.[104]
- 5 de junio. el secretario general Pérez de Cuéllar envió un mensaje secreto a Leopoldo Galtieri y Margaret Thatcher. Advirtiendo que el conflicto estaba por entrar en una fase «extremadamente peligrosa», Pérez de Cuéllar propuso un plan. La idea era la concederse una tregua a partir del 7 de junio de 1982. Después los dos comandantes en el archipiélago se reunirían para convenir las condiciones de un alto el fuego y se iniciaría el retiro de las fuerzas argentinas, en un plazo de 15 días. A la vez, el Reino Unido debía informar sobre planes de reducción de fuerzas en las islas. Tras estos y otros pasos, «las negociaciones se inaugurarán el 1.º de junio de 1982»; el Comité Militar argentino rechazó la propuesta.[105]

## Fuerzas en combate

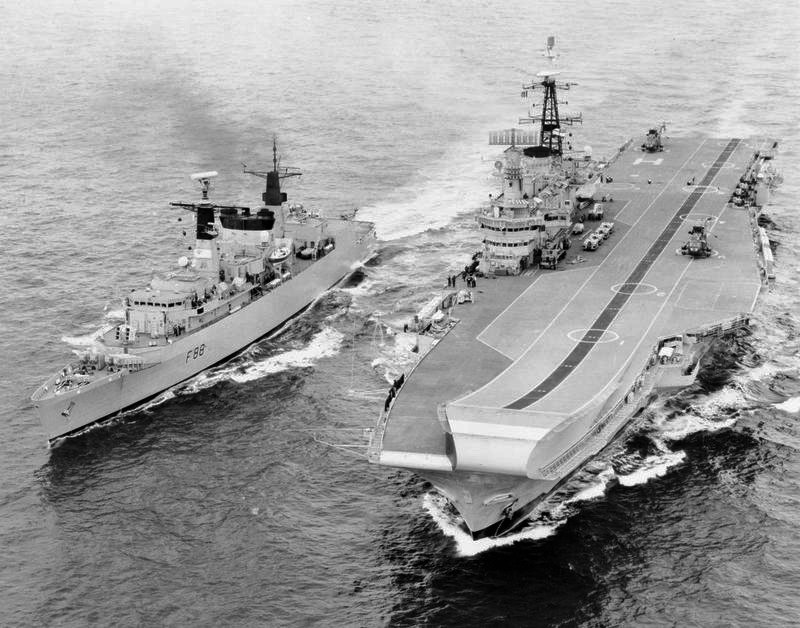
Fragata HMS Broadsword y portaviones HMS Hermes.

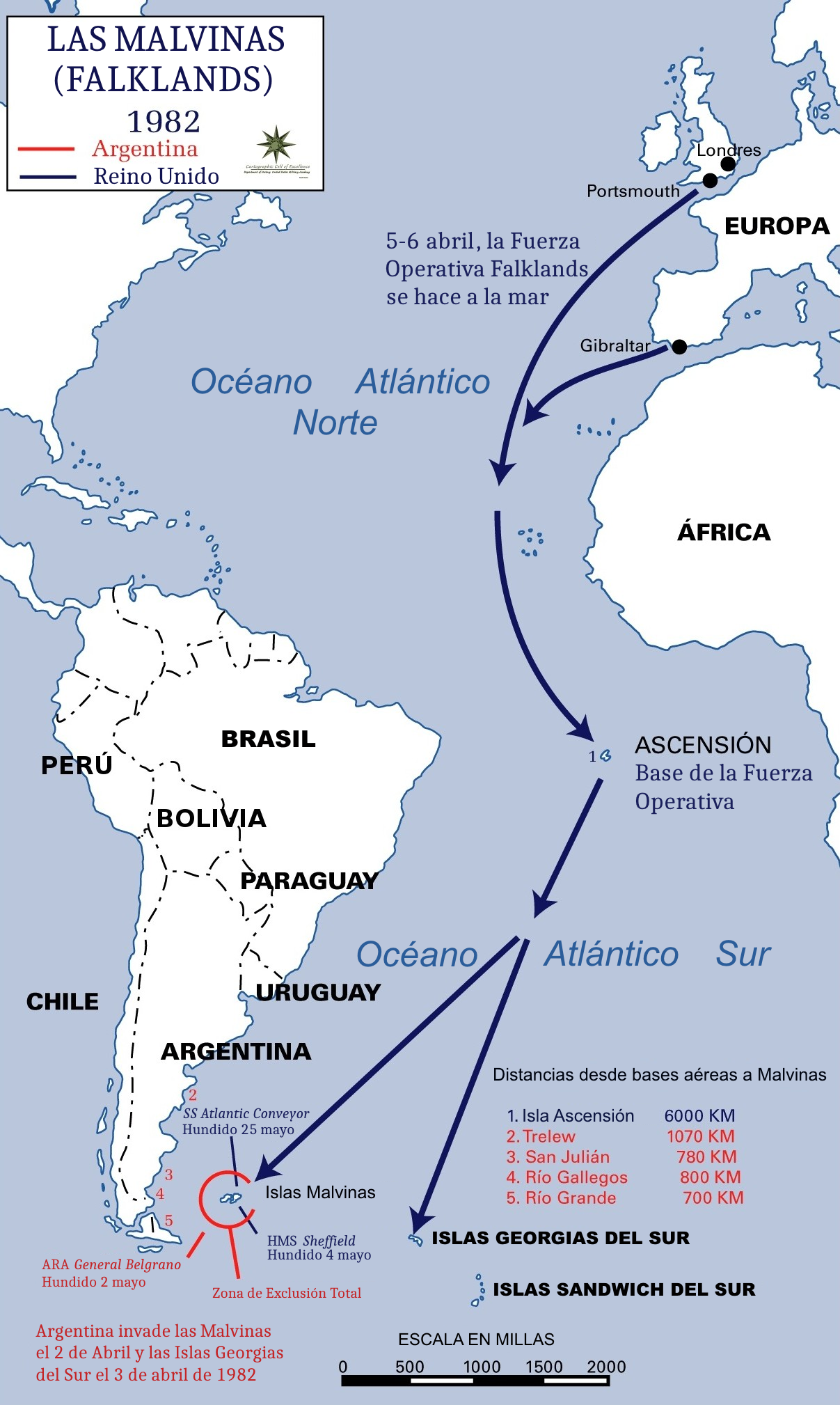
Mapa del teatro de operaciones de la guerra de las Malvinas, las distancias entre éstas y las diferentes bases de ambos ejércitos.

### Reino Unido
La recuperación argentina de las Malvinas tomó de sorpresa al Gobierno y a las Fuerzas Armadas del Reino Unido. Tras varias horas de análisis y controversia en el Parlamento y el Gobierno, el primer lord del Mar Henry Leach convenció a la primera ministra Margaret Thatcher de movilizar la flota para retomar el control de las Malvinas. El almirante británico contó después que creía que «estaba en juego» el prestigio de su país.
El 3 de abril Thatcher ordenó la movilización de la Fuerza de Tareas 317 para recuperar las Malvinas. El 5 de abril el Gobierno británico dio inicio a la Operación Corporate. El jefe de Estado Mayor de la Defensa Terence Lewin fijó el objetivo: obtener el desalojo de los argentinos y el restablecimiento del gobierno británico en las islas. Después se constituyó el «Gabinete de Guerra», formado por John Nott, William Whitelaw, Cecil Parkinson, Francis Pym y Thatcher, quienes aprobaron el objetivo. El comandante en jefe de la Flota John Fieldhouse comenzó a comandar la FT 317 desde el Cuartel General de Northwood. El almirante John Forster Woodward asumió como comandante operacional de la FT 317 al tiempo que asumió como comandante combinado del Grupo de Tareas 317.8, haciéndose cargo de todas las fuerzas de superficie, aire y tierra.
Los buques zarparon de Portsmouth el 5 de abril. El día 7, el Reino Unido anunció la Zona de Exclusión Marítima (ZEM), advirtió que «las naves de guerra argentinas que se encuentran dentro de las 200 millas náuticas de las islas Malvinas, después de las 04:00 GMT del lunes 12 de abril, corren el serio riesgo de ser atacadas». Ese 12, la Zona de Exclusión Marítima (ZEM) se volvió efectiva con la llegada del submarino HMS Spartan a aguas próximas a Puerto Argentino. El 30, Reino Unido impuso la Zona de Exclusión Total (ZET), apuntando contra las aeronaves argentinas. La Fuerza de Tareas 317 estableció en el nordeste de la Zona de Exclusión una zona llamada «TRALA» (en inglés: Tow, Repair and Logistic Area), lejos de los ataques aéreos argentinos, donde los barcos británicos reabastecían y reparaban averías. Desembarcado el Grupo de Desembarco, el brigadier Thompson asumiría como comandante de las fuerzas terrestres. Cuando se decidió enviar la 5.ª Brigada de Infantería del Ejército Británico, al mando del brigadier Matthew Wilson, el general John Jeremy Moore se hizo cargo de las fuerzas terrestres.
Los Estados Unidos apoyaron al Reino Unido proporcionándole la base aérea de la Isla Ascensión y variado equipamiento militar. El secretario de Defensa Caspar Weinberger, defensor de la Alianza Atlántica, y el lobby probritánico en EE. UU. posibilitó semejante asistencia. En particular, el misil aire-aire AIM-9L Sidewinder fue responsable de un gran número de pilotos argentinos muertos y aviones derribados, lo mismo que el antiaéreo FIM-92 Stinger. A todo esto se sumó la República Francesa, que brindó información confidencial sobre el avión Super Étendard y el misil antibuque Exocet AM 39 que había vendido a la Argentina en 1981.

#### Apoyo chileno
La dictadura chilena de Augusto Pinochet, proporcionó ayuda a los británicos mediante espionaje. La Fuerza Aérea de Chile (FACh) coordinó con la Real Fuerza Aérea (RAF) la implementación de vuelos de espionaje electrónico trasandinos a gran altura con el objeto de obtener información sobre las FF. AA. argentinas, de las que los británicos carecían totalmente. Los militares chilenos avisaban la salida de los aviones argentinos del continente. Para ello utilizaron radares de largo alcance; ubicados al oriente de la cordillera de los Andes, uno en Punta Arenas, y otro en Balmaceda, lo que les permitía, vigilar el espacio aéreo de las bases argentinas desde Comodoro Rivadavia hasta Río Grande. La Armada de Chile movilizó a su Escuadra, para afianzar el éxito de la fuerza de tareas británica. Por último, el Ejército de Chile desplegó unidades a lo largo de la frontera, lo que obligó al Ejército Argentino, a retener a sus mejores tropas en el continente, e impidió en consecuencia que pudiese reforzar las islas con tropas de mayor experiencia. Se utilizó en secreto la Isla de Pascua como centro de operaciones para el apoyo logístico con aviones de combate y transporte, así como armas y municiones para las tropas británicas, material despachado desde Oceanía. También se utilizó la Isla de San Félix, como base de operaciones de los aviones de inteligencia electrónica ingleses, pintados con insignias de la Fuerza Aérea de Chile, pilotados por británicos, acompañados de oficiales chilenos.

### Argentina

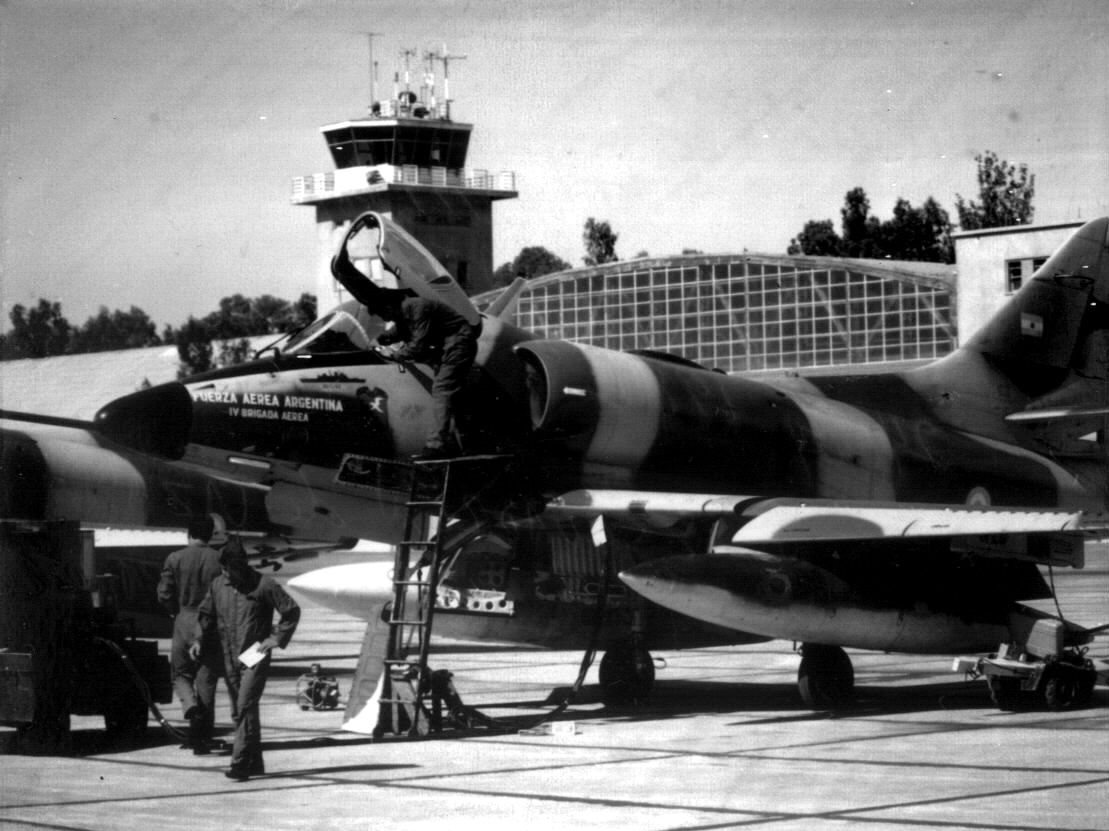
Un Douglas A-4 Skyhawk de la Fuerza Aérea Argentina en 1982.

La Junta Militar ordenó el refuerzo de las defensas de las Malvinas, ya que sólo se había pensado en una guarnición reducida donde la unidad más numerosa era el Regimiento de Infantería 25 al mando del teniente coronel Mohamed Alí Seineldín, que había participado del desembarco del 2 de abril y pertenecía a la IX Brigada de Infantería.
El Ejército Argentino primero sumó otras unidades de la IX Brigada de Infantería, como el Regimiento de Infantería 8 y el Escuadrón de Exploración de Caballería 9; luego desplegó la X Brigada de Infantería Mecanizada (casi en su totalidad), y la III Brigada de Infantería, comandadas por los generales de brigada Oscar Jofre y Omar Parada.
Como la unidad de artillería orgánica de la Brigada X tenía obuses pesados que sería difícil mover en el terreno isleño, se envió en su lugar al Grupo de Artillería 3, de la III Brigada, así que cuando se decidió enviar a ésta, volvió a faltar un grupo de obuses y se recurrió al perteneciente a la IV Brigada paracaidista. Varias unidades debieron ser completadas con elementos de otras formaciones: el Regimiento de Infantería 1 "Patricios" aportó una compañía de tiradores al Regimiento de Infantería Mecanizado 6, y la Escuela de Artillería organizó una batería para completar el Grupo de Artillería 3 de la IIIra Brigada.
Además de esas tres brigadas, se destacaron al archipiélago unidades dependientes directamente del Comando del V Cuerpo de Ejército, como el Batallón de Comunicaciones 181, Escuadrón de Caballería Blindado Ligero 181, o la Compañía de Policía Militar 181, otras dependientes del Comando del Cuerpo de Ejército I (Grupo de Artillería de Defensa Aérea 101, y una sección reforzada de obuses de 155 mm del Grupo de Artillería 101) y unidades dependientes del Estado Mayor General, como el Grupo de Artillería de Defensa Aérea 601.
La Armada Argentina sumó al Batallón de Infantería de Marina 5, reforzado por una batería del Batallón de Artillería de Campaña, la Agrupación de Perros de Guerra del Batallón de Comando y Apoyo, y parte de la Compañía de Ingenieros Anfibios. Otras subunidades de infantes de marina, como la Compañía Hotel del Batallón de Infantería de Marina 3, o una compañía de ametralladoras de calibre 12,7 mm organizada ad hoc en el Batallón de Comando y Apoyo, reforzaron el dispositivo en diferentes sitios.
También en el Ejército hubo varias unidades creadas para participar en el conflicto, como las Compañías de Comandos 601, 602 y 603 (sólo las dos primeras llegaron a desplegarse en las islas), la Compañía de Ingenieros 601 (constituida basándose en la Compañía Demostración de la Escuela de Ingenieros), o el Escuadrón "Pringles" del Regimiento de Granaderos a Caballo "General San Martín" (pero sólo una fracción de 10 efectivos cruzó a Malvinas).
La Fuerza Aérea Argentina destinó al archipiélago a tropas de defensa de bases y policía militar de la IX Brigada Aérea (en Puerto Argentino) y de la Escuela de Aviación Militar (en la Base Aérea Militar Cóndor).
La totalidad de las fuerzas dependían del comandante conjunto Malvinas, general de brigada Mario Benjamín Menéndez, que a la vez era gobernador militar de las Islas Malvinas, Georgias del Sur y Sandwich del Sur.
El Estado de Libia proveyó de más de 100 misiles 9K32 Strela-2, minas antitanque, radares, etc. El 6 de junio, más allá de las gestiones diplomáticas de Perú, éste realizó una operación secreta para surtir a la fuerza aérea argentina de diez cazas Mirage; proporcionó misiles Exocet para artillarlos que la fuerza aérea del Perú llevó en un avión de transporte Hércules de La Joya (Arequipa, Sur del Perú) al aeropuerto San Salvador de Jujuy (Norte de Argentina), esquivando los radares chilenos en Antofagasta e Iquique, y de ahí a un aeródromo alterno del aeropuerto de Tandil (Buenos Aires) entre el 6 y 8 de junio de 1982. De acuerdo a un informe de inteligencia, los aviones aterrizaron en el Aeropuerto de Jujuy el día 6 continuando el vuelo el 7, Otras dos máquinas lo hicieron el día 9. La seguridad estuvo a cargo de la policía provincial, federal y personal de inteligencia militar.

## Cronología bélica

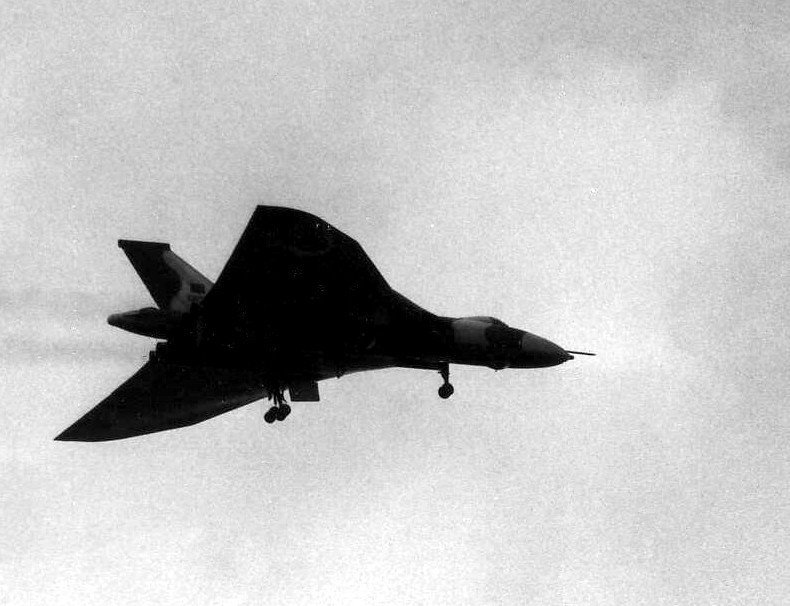
Bombardero Vulcan B.2 parte de la isla Ascensión.

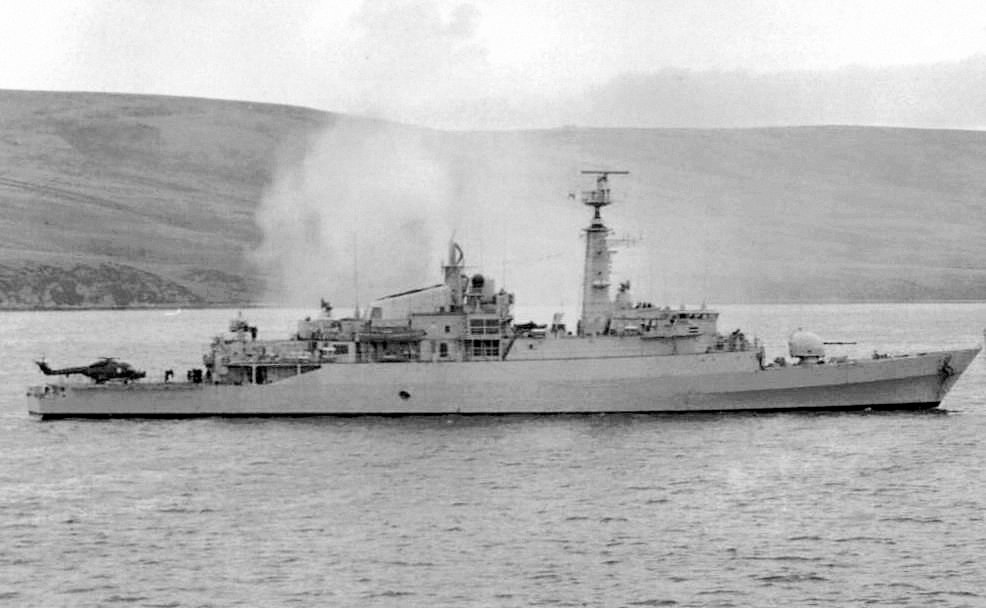
La fragata británica HMS Antelope, tras ser bombardeada; se hundió el 24 de mayo.

- 2 de abril. Recuperación de las Islas Malvinas por parte de la Argentina. (Operación Rosario).
- 3 de abril. Recuperación Argentina de las Islas Georgias del Sur. (Operación Georgias)
- 12 de abril. Gran Bretaña establece una “zona de exclusión marítima” de 200 millas alrededor de las Islas.
- 25 de abril. Tropas británicas con gran apoyo naval rindieron al destacamento argentino en las Georgias del Sur (Operación Paraquet).[81][135]
- 1 de mayo. Inicio de los combates en las Malvinas, inicio del Sitio de Puerto Argentino y del Combate de la isla Celebroña
- 2 de mayo. Hundimiento del crucero argentino ARA General Belgrano (C-4) con gran pérdida de vidas.
- 3 de mayo. Ataque al ARA Alférez Sobral.
- 4 de mayo. Hundimiento del destructor británico HMS Sheffield (D80). Se reveló el uso de misiles Exocet AM 39 por parte de Argentina.[136][nota 7]
- 7 de mayo. Extensión del bloqueo británico hasta las 12 millas del litoral marítimo argentino.
- 9 de mayo. Hundimiento del pesquero argentino Narwal.
- 10 de mayo. Hundimiento del transporte argentino ARA Isla de los Estados (B-8) en el estrecho de San Carlos.[137]
- 14 de mayo. Inicio de la ofensiva británica a la Isla Borbón.
- 21 de mayo. Inicio de la Batalla de San Carlos y el Combate de la Altura 234, establecimiento de la cabeza de playa británica en la bahía San Carlos, ataque a la fragata británica HMS Ardent.
- 22 de mayo. Hundimiento del HMS Ardent.
- 23 de mayo. Hundimiento de la fragata británica HMS Antelope, Victoria argentina en el Combate de caleta Foca.
- 24 de mayo. Hundimiento del HMS Antelope
- 25 de mayo. La Aviación Naval hunde con un Exocet al portacontenedores británico Atlantic Conveyor y la FAA hunde al destructor HMS Coventry.[138]
- 29 de mayo. El ejército británico derrota a las tropas del Ejército Argentino asentadas en Pradera del Ganso batalla de Pradera del Ganso.
- 30 de mayo. Ataque al HMS Invincible.[139]
- 2 de junio. Autoridades españolas arrestaron comandos argentinos que buscaban atacar la base británica de Gibraltar.[140]
- 6 de junio. Inicio del Combate del puente Murrell.
- 8 de junio. Ataque aéreo de Argentina en la bahía Agradable obtuvo éxito, hundiendo 2 transportes de tropas (RFA Sir Galahad y RFA Sir Tristam), un lanchón de desembarco y dañando gravemente la fragata HMS Plymouth.
- 11 de junio. Juan Pablo II visitó Buenos Aires. Al anochecer, los británicos iniciaron el asalto final contra las últimas posiciones argentinas, acabó el Sitio a Puerto Argentino e inician los últimos combates para tomar Puerto Argentino
- 14 de junio. El mando argentino en las Malvinas se rinde.
- 19 de junio. Inicio de la Operación Keyhole.
- 20 de junio. El Reino Unido desalojó a los argentinos de la isla Thule y declaró el fin del conflicto.

### Combate del 1.º de Mayo
El mariscal Bentham ponía en marcha en la noche del 30 de abril la operación Black Buck, para destruir la pista de la Base Aérea Militar (BAM) Malvinas mediante dos bombarderos de largo alcance Avro 698 Vulcan, asistidos por once aviones Handley Page Victor K-2 de los Escuadrones RAF 55 y 57. Volaron 14.400 km entre ida y vuelta.

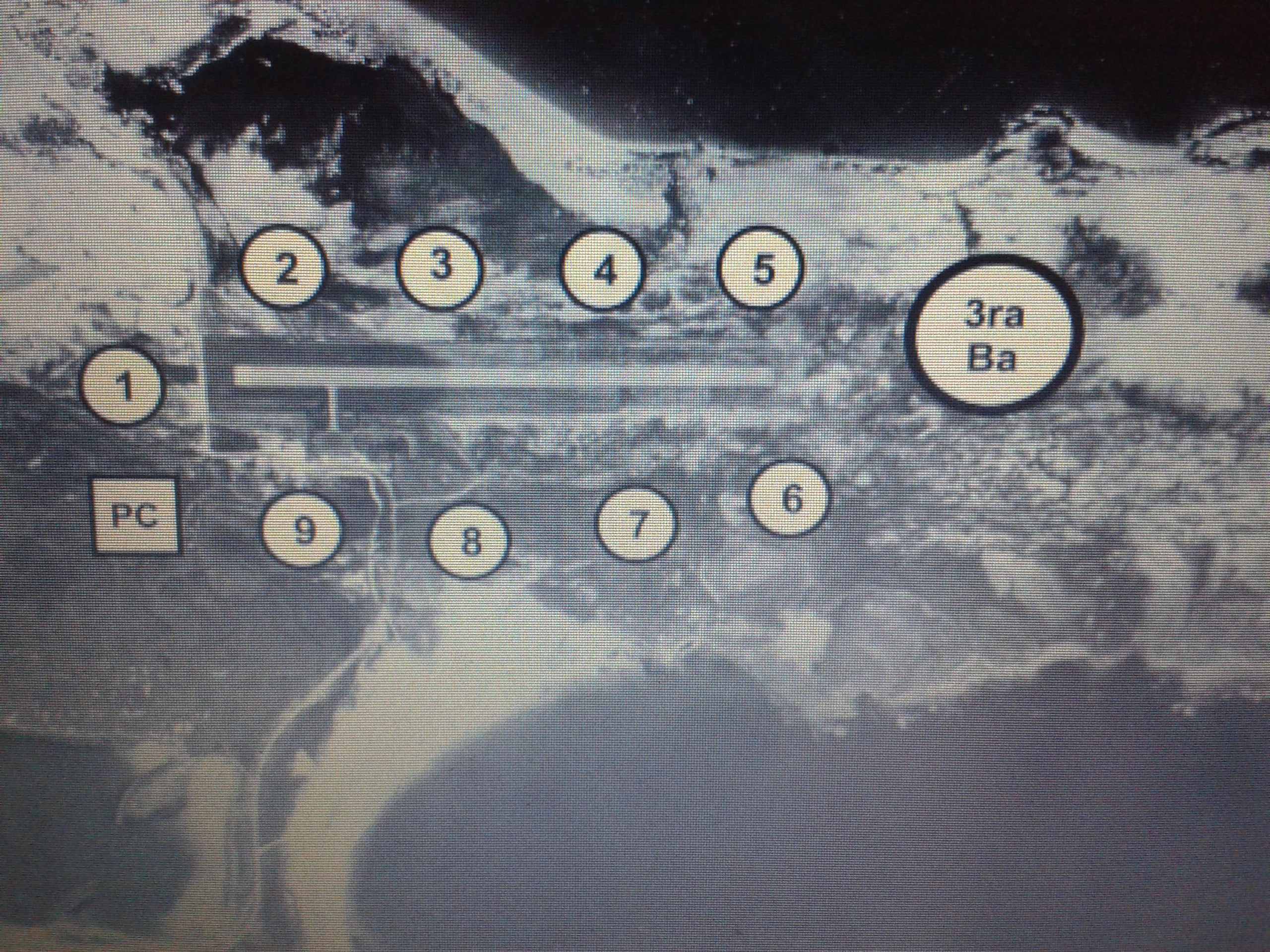
Dispositivo de defensa AAe de la pista de Puerto Argentino, con el Puesto Comando y los cañones AAe numerados 1 al 9 del Ejército y la 3.ª Batería AAe de la FAA.

El comando del Componente Aéreo Malvinas, advertido por radar de tal llegada, ordenó alistar a los artilleros en las baterías de 20 y 35 mm. A las 04:40, el Vulcan arrojaba 21 bombas, pero falló en su objetivo ya que sólo una hizo impacto en la pista, sin alterarla. El resto logró daños menores. Mataron a los soldados Héctor Bordón y Guillermo Ubaldo García, de Fuerza Aérea. Otros resultaron heridos.

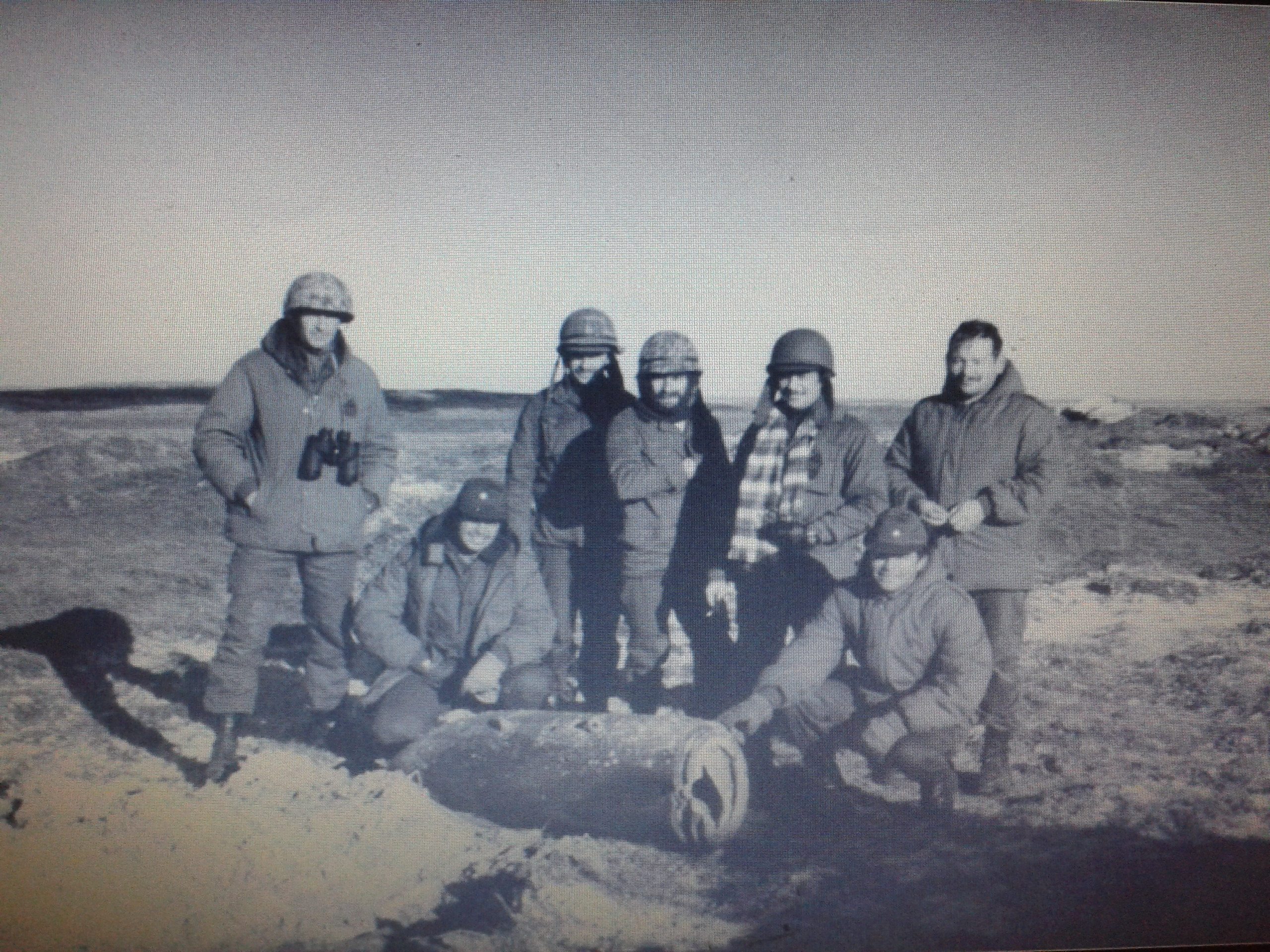
Personal de FAA junto a una de las bombas sin explotar lanzadas por aviones británicos. Primeros días de mayo

Entre las 7.30 y 8.30, una decena de Sea Harrier atacó las bases argentinas. El piloto teniente Daniel Jukic, mientras corría a despegar con el Pucará A-527 en la BAM Cóndor, fue impactado por una bomba Beluga, además de él fallecieron los cabos principales Juan Rodríguez y Mario Duarte y los cabos primeros José Maldonado, Agustín Montaño, Andrés Brashich, Miguel Carrizo y José Luis Peralta. 
El helicóptero CH-47 matrícula H-91 evacuó hacia Puerto Argentino a trece heridos, durante el vuelo falleció el cabo 1° Miguel Ángel Carrizo y, en el Hospital Conjunto, el cabo 1° Andrés Brashich. Durante los ataques a Puerto Argentino, fue averiado el Sea Harrier del teniente David Morgan. Fuentes argentinas reclaman que dos aviones fueron derribados por misiles (uno del GAA 101, acoplado a la defensa de la BAM Malvinas; otro disparado por la artillería AAe de la Armada). Gran Bretaña no reconocería esas perdidas.
El primer encuentro aéreo se dio entre dos Mirage (capitán Moreno-teniente Volponi) y dos Sea Harrier (Lt. Cdr. Robin Kent y el Lt. Brian Haigh), pero el mismo finalizó sin que pudieran apuntarse y no hubo bajas. En el día, la Fuerza Aérea lanzó 52 misiones de combate sobre las islas, perdió dos Mirage III (uno de los pilotos logró sobrevivir tras la eyección, falleció el otro, capitán Gustavo García Cuerva, derribado por la artillería AAe propia), un Mirage 5 (cuyo piloto, teniente José Ardiles, murió en combate contra dos Sea Harrier) y un bombardero Mk-62 Canberra (sus tripulantes, el teniente Eduardo De Ibáñez y el primer teniente Mario González, si bien lograron eyectarse, no pudieron ser rescatados). 
A las 15.45 partía de San Julián la escuadrilla Torno, de tres M 5 Dagger, tripulados por el capitán Norberto Dimeglio (C-432), el teniente Gustavo Aguirre Fajet (C-412), el primer teniente César Román (C-407). Averiaron los buques de la Task Force HMS Glamorgan y las fragatas HMS Alacrity y HMS Arrow.

### Hundimiento del ARA General Belgrano (C-4)
El 2 de mayo el submarino nuclear HMS Conqueror (S48) hundió al crucero ARA General Belgrano (C-4). El hecho ha sido objeto de controversia ya que ocurrió fuera de la Zona de Exclusión Total impuesta por los británicos.
El comandante en jefe Anaya aseguró que el enemigo «disponía de información satelital diurna y nocturna sobre todas las unidades de superficie propias». A consecuencia del hecho, el vicealmirante Lombardo ordenó la retirada de la Flota de Mar a aguas poco profundas para evitar los submarinos nucleares británicos. Desde entonces se ocupó de la guerra antisubmarina y de proteger el tránsito marítimo y los objetivos nacionales en el continente.

### Ataque al portaaviones HMS Invincible
El 30 de mayo argentina reclamó haber impactado con un misil Exocet y bombas al portaaviones HMS Invincible, pero los británicos jamás lo reconocieron. En 2010 el veterano (en ese entonces suboficial principal Nicholas Lutwyche) que sirvió a bordo del Invincible revelaría que el portaaviones sí fue atacado: "Puedo confirmar que, como miembro de la tripulación del HMS Invincible, que sí fue atacado... En el viaje de regreso, nos informaron que no era de conocimiento público y que estaría sujeto a la ley de secretos oficiales... El ataque del 30 de mayo ocurrió y un Sky Hawk atravesó las defensas y pasó demasiado cerca de nosotros para nuestra comodidad... Después de la rendición, navegamos hacia el norte para realizar algunos trabajos de mantenimiento. El Atlántico sur presionó mucho al buque y hubo que hacer mucho trabajo para darnos una mayor preparación mientras esperábamos que el HMS Illustrious llegara al sur."
Aunque la Armada Argentina niega la posibilidad de que el submarino San Luis haya sido el que atacó al Invincible el 5 de mayo tal como insinúa Lutwyche, existen varias razones para concluir que el ex-marinero británico admite que los argentinos atacaron al Invincible. En primer lugar, porque el portaaviones se retiró de la zona inmediata de las Malvinas en la noche del 5-6 de junio para cambiar un motor Rolls-Royce Olympus dañado. Esto lo confirma el historiador naval británico David Brown que dice que el portaaviones se retiró de la zona el 18 de junio acompañado por la fragata HMS Andromeda para llevar a cabo más reparaciones y reemplazar el motor principal lo que tomó dos semanas. Cuando ancló en Puerto Argentino el 2 de julio el Invincible lucía una magnífica capa de pintura a pesar de la mala temporada en alta mar.

### Ataque aéreo de bahía Agradable
El ataque aéreo de bahía Agradable o batalla de bahía Agradable ocurrió el 8 de junio de 1982 cuando la Fuerza Aérea Argentina propinó un duro golpe a la Fuerza de Tareas 317 británica, desbaratando un intento de desembarco en la Bahía Agradable, con la destrucción de dos buques de desembarco y 56 muertos y 200 heridos británicos, perdiendo a su vez tres aviadores argentinos. Fue la mayor cantidad de bajas británicas en una sola batalla desde la Segunda Guerra Mundial. Fue conocido como «el día más negro de la flota».

## Consecuencias

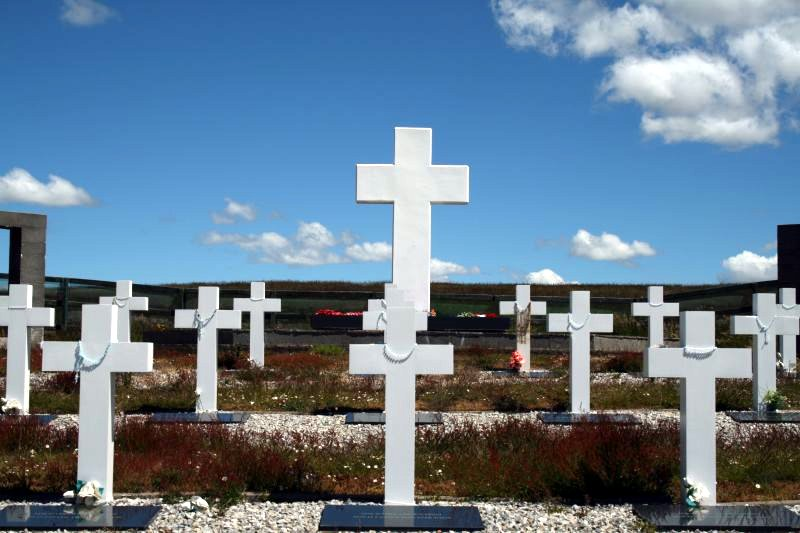
Cementerio de Darwin.

Durante los 74 días de batallas, murieron 650 combatientes argentinos y 255 británicos, además de tres civiles por un ataque erróneo británico.
El 10 de abril de 1984, los habitantes de la capital malvinense sufrirían otra tragedia más cuando un soldado británico (Clive Shorters) prendió fuego al hospital King Edward Memorial matando a ocho isleños, entre ellos un hombre de 86 años y un recién nacido.
El 4 de noviembre de 1982 la Asamblea General de las Naciones Unidas aprobó la Resolución 37/9, lo cual constituyó una victoria diplomática de la Argentina. La Resolución pedía al gobierno británico reanudar las negociaciones para obtener una solución pacífica del conflicto.

### Argentina

Bandera utilizado por los veteranos de Malvinas

La derrota militar grave sufrida en Malvinas sorprendió a la población argentina, que creía en un desarrollo favorable de la guerra; el desconcierto y frustración originó un desprestigio grande del Proceso de Reorganización Nacional y de las Fuerzas Armadas argentinas. La dictadura cívico-militar llamó a elecciones para la transición a la democracia.

#### Cobertura informativa
Los medios argentinos produjeron una cobertura informativa triunfalista y falaz. Un título que rezaba «estamos ganando» se volvió célebre. El Estado Mayor Conjunto de las Fuerzas Armadas dictaba comunicados sobre el desarrollo de las operaciones militares.
El 4 de junio de 1982 el Comité Militar impuso veedores militares en las agencias de noticias para controlar y evitar determinadas informaciones. Noticias Argentinas y Diario Jornada quedaron clausurados.

#### Conflicto del Beagle
El restablecimiento del orden constitucional facilitó la firma del Tratado de Paz y Amistad entre Argentina y Chile de 1984, con el cual se puso fin al conflicto del Beagle, y ayudó a evitar una eventual solución bélica.

#### Continuación de la lucha
El continuo reclamo argentino sobre los archipiélagos del Atlántico Sur ha quedado plasmado en la disposición transitoria primera de la Constitución de 1994, que dice:

La Nación Argentina ratifica su legítima e imprescriptible soberanía sobre las islas Malvinas, Georgias del Sur y Sandwich del Sur y los espacios marítimos e insulares correspondientes, por ser parte integrante del territorio nacional.
La recuperación de dichos territorios y el ejercicio pleno de la soberanía, respetando el modo de vida de sus habitantes, y conforme a los principios del Derecho Internacional, constituyen un objetivo permanente e irrenunciable del pueblo argentino.

#### Cuestión de los veteranos de guerra
Existen alrededor de 9500 ex-soldados conscriptos que persiguen ser reconocidos como veteranos de guerra aduciendo haber estado en el Teatro de Operaciones Atlántico Sur y no en el Teatro de Operaciones Sur.

### Reino Unido

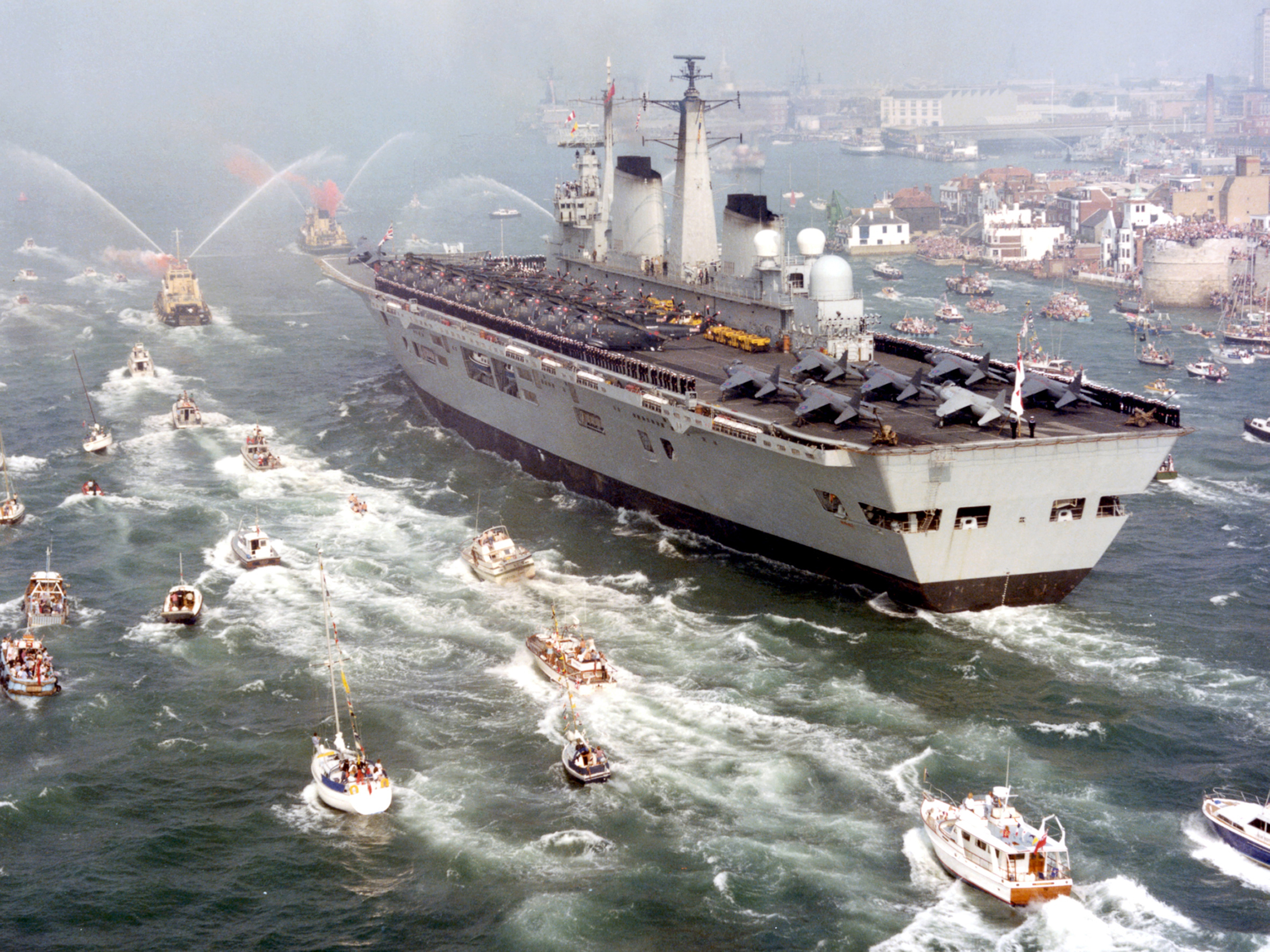
Recibimiento del HMS Invincible tras la guerra

En el Reino Unido, la popularidad de Margaret Thatcher subió y le permitió a su partido ganar las siguientes elecciones. También se abandonó la idea de reducir el presupuesto de la Marina Real propuesta por John Nott. Los habitantes de Malvinas se beneficiaron, pues en 1983 recibieron de nuevo la ciudadanía británica y se liberalizó la economía (que no había sido potenciada por miedo a provocar a Argentina). En 1985, una nueva constitución comenzó a promover el autogobierno paulatino de las islas.
La guerra costó al Reino Unido 2600 millones de dólares. Fue el mayor daño que se le hizo a la flota británica desde la Segunda Guerra Mundial.

### Acuerdos de Madrid
En 1989 y 1990 Argentina y el Reino Unido firmaron dos declaraciones conjuntas conocidas como los Acuerdos de Madrid I y II, luego de realizar sendas «reuniones sustantivas» en la ciudad de Madrid, España. Delegados de ambos poderes ejecutivos cerraron los acuerdos, a cargo del presidente Carlos Menem y la reina Isabel II con la primera ministra Margaret Thatcher.
Los principales elementos de los Acuerdos de Madrid fueron la declaración del cese de hostilidades —Madrid I—, el llamado «paraguas de soberanía» —Madrid I—, la eliminación de la «zona de protección» dispuesta por Reino Unido en 1982 y su reemplazo por un esquema de «áreas de aplicación» y límites marítimos, sometidas a restricciones operativas y un protocolo de información y consulta recíprocas —Madrid II.
El Congreso de la Nación Argentina rehusó ratificar los Acuerdos de Madrid caracterizándolos como simples «declaraciones» que no establecían obligaciones entre las partes y no constituían un tratado. Varios observadores han cuestionado esta caracterización y han considerado que los actos constituyen un tratado de paz entre ambos países y que por lo tanto su validez debió haber sido sometida a la decisión del Congreso.
Ambos países reabrieron sus embajadas en Buenos Aires y Londres el 26 de febrero de 1990.

#### Acuerdo de Madrid I
El 19 de octubre de 1989, Argentina y Reino Unido firmaron en Madrid una declaración conjunta, suscripta por el embajador Lucio García del Solar por el lado argentino, y Crispin Tickell por el lado británico.
Los principales elementos de la declaración fueron:
- Ambos países declararon el cese de hostilidades, toman nota de que habían cesado de hecho;
- Ambos se comprometieron a no realizar reclamaciones con motivo de la guerra;
- Se estableció la fórmula «paraguas de soberanía» por el cual ninguna declaración u acto realizada por ambos países o terceras partes, con motivo del acuerdo o acuerdos similares, podía ser interpretado como un cambio de posición o un reconocimiento sobre la cuestión de la soberanía de las Islas Malvinas;
- Se restablecieron las relaciones consulares;
- Se constituyó un grupo de trabajo para «evitar incidentes en la esfera militar»;
- Reino Unido eliminó la «zona de protección» para buques mercantes argentinos;
- Reino Unido se comprometió a hacer «coincidir los límites de la zona de protección con los de la zona de conservación»;
- Se levantaron todas las restricciones comerciales y financieras establecidas con motivo de la guerra;
- Se reanudaron las comunicaciones aéreas y marítimas entre los dos países;
- Se constituyó un grupo de trabajo para llegar a acuerdos sobre pesca;
- Ambos países se comprometieron a desarrollar los «contactos entre las Islas Malvinas y el territorio continental»;
- Las delegaciones se comprometieron a realizar una nueva «reunión sustantiva» en Madrid, el 14 y el 15 de febrero de 1990, en donde sería acordada la Declaración de Madrid II.[172]

#### Acuerdo de Madrid II
El 15 de febrero de 1990 Argentina y el Reino Unido firmaron en Madrid una declaración conjunta, suscripta por el embajador Lucio García del Solar y Tickell. En ella, ambos países acordaron restablecer las relaciones diplomáticas, además de compromisos y restricciones en cuestiones militares, basados en el aviso previo a la realización de operativos militares y mecanismos para observarlos y verificar su cumplimiento.
Entre los acuerdos se incluyeron:
- Reino Unido dejó sin efecto la zona de protección alrededor de las islas establecida durante la guerra;
- Se establecieron dos «áreas de aplicación» «para las fuerzas argentinas» y «para las fuerzas británicas», en las que deben regir las restricciones y pautas establecidas en la declaración;
- Se establecieron dos zonas, una de 50 millas para navegación y otra de 70 millas para aeronavegación, para condicionar los acercamientos de las partes;
- La autorización del Reino Unido para la visita al cementerio de las Islas Malvinas por parte de los familiares de los combatientes allí enterrados;
- El anuncio de que ambos países habían comenzado a negociar un Acuerdo de Promoción y Protección de Inversiones;
- La supresión de la visa;
- La consulta mutua en materia de protección del medio ambiente;
- Cooperación en la lucha contra el narcotráfico;
- Consultas mutuas en materia de integración en Europa y América Latina.[173]

La Declaración incluyó cuatro anexos:
- Anexo I: sistema transitorio de información y consulta recíprocas;
- Anexo II: medidas de seguridad para unidades navales y aéreas que operen en proximidad;
- Anexo III: búsqueda y salvamento marítimo y aéreo (SAR)
- Anexo IV: seguridad de la navegación.[173]

## Crímenes
Los juicios por delitos en la guerra de las Malvinas son procesos judiciales cursados tanto en Argentina como en Reino Unido después del conflicto del Atlántico Sur. Fueron una serie de juicios militares llevados a cabo en Argentina en 2009 para determinar la validez de reclamos efectuados contra oficiales y suboficiales por conspiración, tortura y maltrato a los soldados conscriptos durante la guerra de las Malvinas en 1982.
El primer acontecimiento implicó acusaciones relacionadas con agentes del ejército argentino y suboficiales que fueron acusados por castigos a sus tropas después de la batalla de Pradera del Ganso. «Nuestros oficiales eran nuestros peores enemigos», dice Ernesto Alonso, el presidente del CECIM (Centro de Excombatientes de Islas Malvinas), fundado por Rodolfo Carrizo y otro conscripto del Regimiento de Infantería Mecanizado 7, en La Plata.

Se servían whisky de los pubs, pero no estaban preparados para la guerra. Desaparecieron cuando las cosas se pusieron serias. Muchos de los oficiales habían trabajado previamente como torturadores para la dictadura argentina. Nos usaron a nosotros, los reclutas, para sus fantasías sádicas.
Ernesto Alonso

Diversos crímenes de guerra y violaciones de derechos humanos han sido acreditados contra tropas argentinas, cometidos por tropas británicas o superiores militares argentinos.
El veterano José M. Araníbar, que apoyó la investigación que llegó a la Justicia, comentó al noticiero El Mundo que «esta megacausa contiene todos los delitos: vejámenes, torturas, servidumbre, heridas graves, abandono de persona e incluso dos muertes; la de un soldado (Rito Portillo) que al parecer fue fusilado por un cabo y otro (Remigio Fernández) que murió de hambre al ser abandonado».
En 2007 Nilda Garré, ministra de Defensa Argentina, reconoció que las normas militares vigentes durante la guerra de las Malvinas, que en otros ejércitos eran conocidas como castigo de campo, permitía el estaqueo de soldados en caso de la inexistencia de cárceles.

## Legado y fechas
- Día del Veterano y de los Caídos en la Guerra de Malvinas
- Día de la Afirmación de los Derechos Argentinos sobre las Malvinas
- Falklands Day

### Publicaciones
- Aizenstatd, Alexander (2012). «A treinta años de la Guerra: Las Islas Malvinas (Falkland) y los Principios del Derecho Internacional». Revista Estudios Internacionales (Universidad de Chile) 173: 91-116. ISSN 0716-0240.
- Amendolara, Alejandro (2007). «¡Hundan al portaaviones!» (PDF). Boletín del Centro Naval CXXV (817). ISSN 0009-0123.
- Anaya, Jorge Isaac (2012) [Publicación inicial 1992]. «Malvinas: la guerra justa. Pormenores de la crisis argentino-británica de 1982» (PDF). Boletín del Centro Naval CXXX (834). ISSN 0009-0123.
- Bartolomé, Mariano C. (2012). «El Conflicto del Atlántico Sur: la hipótesis de una guerra fabricada» (PDF). Boletín del Centro Naval CXXX (834). ISSN 0009-0123.
- Bóveda, Jorge R. (2015). «Operación Plum Duff» (PDF). Boletín del Centro Naval CXXXIII (840). ISSN 0009-0123.
- Büsser, Carlos A. C. (2007). «Reflexiones y experiencias sobre la recuperación de las Malvinas» (PDF). Boletín del Centro Naval CXXV (816). ISSN 0009-0123.
- Büsser, Carlos A. C. (2012). «Reflexiones y experiencias sobre la actuación de la Infantería de Marina en la defensa de las islas Malvinas en 1982» (PDF). Boletín del Centro Naval CXXX (834). ISSN 0009-0123.
- Coli, Carlos A. (2007). «La Flota de Mar en la Guerra del Atlántico Sur. Su actuación posterior al 2 de abril de 1982» (PDF). Boletín del Centro Naval CXXV (816). ISSN 0009-0123.
- Fortini, Enrique A. (2007). «Guerra del Atlántico Sur, experiencias poco conocidas (Unidad de Tareas 80.2.2)» (PDF). Boletín del Centro Naval CXXV (817). ISSN 0009-0123.
- Freedman, Lawrence (2005). The Official History of the Falklands Campaign: War and diplomacy (en inglés). Volume II: War and Diplomacy. Londres y Nueva York: Psychology Press. ISBN 0-7146-5207-5.
- García Boll, Carlos A. (2007). «A 25 años de la Guerra del Atlántico Sur» (PDF). Boletín del Centro Naval CXXV (816). ISSN 0009-0123.
- Hermelo, Ricardo A. R. (2007a). «El Conflicto del Atlántico Sur y la logística británica (primera parte)» (PDF). Boletín del Centro Naval CXXV (817). ISSN 0009-0123.
- Hermelo, Ricardo A. R. (2007b). «El Conflicto del Atlántico Sur y la logística británica (segunda parte)» (PDF). Boletín del Centro Naval CXXV (818). ISSN 0009-0123.
- Train, Harry (2012) [1987]. «Malvinas: Un caso de estudio» (PDF). Boletín del Centro Naval CXXX (834). ISSN 0009-0123.

### En línea
- Smith, Gordon (2006) [Publicación inicial 1989]. «Battle Atlas of the Falklands War 1982 by Land, Sea and Air». Naval-History.Net (en inglés). Publicación inicial por Ian Allan.